# Kalani Brown
Kalani Brown (Slidell, 21 de març de 1997) és una jugadora de bàsquet estatunidenca. Ha rebut diversos honors durant la seua carrera de jugadora i va ser nomenada All-American per la Women's Basketball Coaches Association (WBCA) a les temporades 2017 i 2018.
Brown és filla de DeJuna (Dee) i de l'exjugador de l'NBA i campió dels Boston Celtics, PJ Brown. Té dos germanes, Briana i Whitney, i un germà, Javani. Els seus pares van jugar a la Louisiana Tech University i sa mare va serentrenadora assistent a la Salmen High School. El desembre de 2018, Salmen va retirar el número de Kalani Brown. El 2015, va ser nomenada McDonald's All-American durant el seu darrer any a l'escola. A Baylor, es va especialitzar en estudis de comunicació.
Al draft de la WNBA del 2019, Los Angeles Sparks van elegir a Kalani Brown en setena posició. En els períodes en que es no es disputa la WNBA, ha jugat als Xinjiang Tianshan.